# Petros Michaelides
Petros Michaelides (griechisch Πέτρος Μιχαηλίδης; * 14. Januar 2000) ist ein zyprischer Leichtathlet, der sich auf das Kugelstoßen spezialisiert hat.

## Sportliche Laufbahn
Erste internationale Erfahrungen sammelte Petros Michaelides im Jahr 2023, als er bei den Spielen der kleinen Staaten von Europa (GSSE) in Marsa mit einer Weite von 16,57 m den vierten Platz belegte. Anschließend wurde er bei der 2. Liga der Team-Europameisterschaft im Rahmen der Europaspiele in Chorzów mit 16,05 m 14. Im Jahr darauf belegte er bei den Balkan-Meisterschaften in Izmir mit 18,39 m den achten Platz.
2023 wurde Michaelides zyprischer Meister im Kugelstoßen.